# كولن بيكر (ممثل)
كولين بيكر (من مواليد 8 يونيو 1943) هو ممثل إنجليزي، لعب دور بول ميروني في المسلسل الدرامي «الإخوة» الذي بث على قناة بي بي سي من عام 1974 حتى 1976.

## حياته
ولد في واترلو في لندن، إنجلترا، ثم انتقل إلى روتشديل مع عائلته عندما كان في الثالثة من عمره، درس القانون في إحدى كليات لندن. ثم تدرب بعد ذلك ليصبح محاميًا. وفي سن 23 التحق بأكاديمية لندن للموسيقى والفنون المسرحية.

## روابط خارجية
كولن بيكر على موقع IMDb (الإنجليزية)
- كولن بيكر على موقع ألو سيني (الفرنسية)
- كولن بيكر على موقع ميوزك برينز (الإنجليزية)
- كولن بيكر على موقع أول موفي (الإنجليزية)
- كولن بيكر على موقع إن إن دي بي (الإنجليزية)
- كولن بيكر على موقع ديسكوغز (الإنجليزية)
- كولن بيكر على موقع قاعدة بيانات الفيلم (الإنجليزية)
- كولن بيكر على موقع كينوبويسك (الروسية)

- الموقع الرسمي